# بيري فاريل
بيري فاريل (بالإنجليزية: Perry Farrell)‏ هو مغني وموسيقي أمريكي، ولد في 29 مارس 1959 في كوينز في الولايات المتحدة.

## وصلات خارجية
- الموقع الرسمي
- بيري فاريل على موقع IMDb (الإنجليزية)
- بيري فاريل على موقع الموسوعة البريطانية (الإنجليزية)
- بيري فاريل على موقع ميوزك برينز (الإنجليزية)
- بيري فاريل على موقع رولينغ ستون (الإنجليزية)
- بيري فاريل على موقع إن إن دي بي (الإنجليزية)
- بيري فاريل على موقع أول ميوزيك (الإنجليزية)
- بيري فاريل على موقع ديسكوغز (الإنجليزية)
- بيري فاريل على موقع قاعدة بيانات الفيلم (الإنجليزية)